# Madame Bovary (1949)
Madame Bovary is een Amerikaanse dramafilm uit 1949 onder regie van Vincente Minnelli. Het scenario is gebaseerd op de gelijknamige roman uit 1856 van de Franse auteur Gustave Flaubert.

## Verhaal
De auteur Gustave Flaubert staat terecht vanwege de publicatie van de roman Madame Bovary. Hij verdedigt Emma Bovary en zichzelf door te vertellen hoe hij haar personage ziet. Voor hem is zij geen slechte vrouw, maar iemand die haar dromen volgde.

## Rolverdeling
| Acteur         | Personage            |
| -------------- | -------------------- |
| Jennifer Jones | Emma Bovary          |
| James Mason    | Gustave Flaubert     |
| Van Heflin     | Charles Bovary       |
| Louis Jourdan  | Rodolphe Boulanger   |
| Alf Kjellin    | Léon Dupuis          |
| Gene Lockhart  | J. Homais            |
| Frank Allenby  | Lhereux              |
| Gladys Cooper  | Mevrouw Dupuis       |
| John Abbott    | Burgemeester Tuvache |
| Harry Morgan   | Hyppolite            |
| George Zucco   | DuBocage             |
| Ellen Corby    | Félicité             |
| Eduard Franz   | Roualt               |
| Henri Letondal | Guillaumin           |
| Esther Somers  | Mevrouw Lefrançois   |